# 熊本県立水俣工業高等学校
熊本県立水俣工業高等学校（くまもとけんりつ みなまたこうぎょうこうとうがっこう）は、熊本県水俣市に所在した公立の工業高等学校。

## 設置学科
- 機械科
  - 機械コース
  - 電子機械コース
- 電気科
  - 電気コース
  - 情報電子コース
- 建築科
  - 建築コース
  - インテリアコース

## 所在地
- 〒867-0063 熊本県水俣市洗切町11-1

## 沿革
- 1935年4月1日 - 水俣町立水俣実務学校発足。工業、商業、農業、家庭の4部がおかれる
- 1937年4月1日 - 専修科をおく。工業部に機械、建築、木工の3科をおき本科卒業生を収容
- 1943年4月1日 - 学制改革により本科、専修科を廃止し4年制度となる
- 1945年9月1日 - 熊本県立水俣農工学校と改め、農業、機械、建築の3科をおく
- 1948年4月1日 - 旧熊本県立水俣高等女学校と旧熊本県立水俣農工学校を統合し、普通科、機械科、建築科を置く熊本県立水俣高等学校として発足
- 1961年4月1日 - 機械科、建築科が分離独立し、電気科を加え、熊本県立水俣工業高等学校として発足
- 1962年4月1日 - 工業化学科を増設
- 1963年4月1日 - 機械科を1学級増員。現在地へ移転
- 1994年4月1日 - 工業化学科募集停止。建築科にコース制を導入（建築コース・インテリアコース）
- 2002年4月1日 - 機械科にコース制を導入（機械コース・電子機械コース）、電気科にコース制を導入（電気コース・情報電子コース）
- 2011年4月1日 - 募集停止。
- 2012年4月1日 - 熊本県立水俣高等学校へ統合
- 2014年3月31日 - 閉校。